# Mauna Kea
 Der er for få eller ingen kildehenvisninger i denne artikel, hvilket er et problem. Du kan hjælpe ved at angive troværdige kilder til de påstande, som fremføres i artiklen.

Mauna Kea er en inaktiv vulkan i Hawaii, en af fem vulkanske toppe som tilsammen danner øen Hawaii. 
På hawaiiansk betyder mauna kea "hvidt bjerg", hvilket er en reference til, at der om vinteren ofte er sne på dets top. Bjergets højeste punkt, Pu'u Wēkiu, er det højeste punkt i staten Hawaii med 4.205 m. 
Mauna Kea er ligeledes det højeste bjerg på Jorden, hvis man måler fra base til top, idet basen er ca. 6.000 m under Stillehavets overflade. 
Efter i millioner af år at være vokset gennem vulkansk aktivitet er højden nu langsomt ved at mindskes på grund af nedsynkning af havbunden.
Mauna Kea er hjemsted for Mauna Kea-observatoriet, som er et af verdens bedst beliggende astronomiske observatorier.
Der er kun 80 km fra toppen af Mauna Kea, hvor man kan stå på ski om vinteren, til Hapuna Beach, som i 1993 blev kåret til USAs bedste strand. Om vinteren er vandtemperaturen ca. 23 grader celsius.